# Macaco (banda)
Macaco é uma banda musical originária de Barcelona, Espanha, formada em 1997. Os membros da banda são originários de diferentes países como o Brasil, Camarões, Venezuela e Espanha que dá a sua música uma mistura de diferentes sonoridades como música electrónica, música latina e rumba.
A banda canta principalmente em espanhol, mas também canta em português, francês, inglês, italiano e catalão.

## Membros
- Daniel 'Mono Loco' (Voz principal)
- DJ Tillo (DJ)
- Jules Bikôkô (baixo, Voz e composição)
- Wicho Rodríguez (piano)
- Sandro Lustosa (percussão)
- J.A. Mato (bateria)
- Paul de Swardt, (MC)
- Rey Ul, (MC)

## Discografia
- Jambito Loco (Maqueta, 1996)
- El Mono en el Ojo del Tigre (Edel, 1998)
- Rumbo Submarino (Edel, 2002)
- Entre Raíces y Antenas (Mundo Zurdo - EMI, 2004)
- Ingravitto (Mundo Zurdo - EMI, 2006)
- Puerto Presente (Mundo Zurdo - EMI, 2009)
  - Puerto Presente - Edición Especial (Mundo Zurdo - EMI, 2009)
- El Vecindario (Mundo Zurdo - EMI, 2010)
  - El Vecindario - Edición Especial (Mundo Zurdo - EMI, 2010)
- El Murmullo del Fuego (Mundo Zurdo - EMI, 2012)